# SS Okanagan
Le SS Okanagan est un bateau à vapeur utilisé par la compagnie Canadien Pacifique. Le vaisseau est construit en 1906 à Okanagan Landing, et mis en service en 1907. Il s'agit du deuxième bateau à vapeur ayant navigué sur le lac Okanagan (après le SS Aberdeen). Il relie les centres de transport entre le nord et le sud du lac (Vernon et Penticton, respectivement), et aide au développement de la Colombie-Britannique, parmi d'autres bateaux à vapeur datant des années 1900. Le navire est retiré du service en 1934, puis vendu pour sa ferraille. Néanmoins, le salon arrière, une salle à l'arrière du pont supérieur, est retrouvé puis conservé. Il est apporté au Parc de patrimoine SS Sicamous à Penticton en 2002, afin d'être restauré.

## Commission et construction
SS Okanagan est commissionné par la compagnie Canadien Pacifique en 1906 dans le but de remplacer le SS Aberdeen vieillissant, premier steamer du lac Okanagan, et pour relier les communautés le long du lac afin de faciliter le commerce et le transport dans la vallée Okanagan. Un bateau similaire, le Kuskanook, est construit en 1906, et mis sur le lac Kootenay afin d'aider le Moyie et son nombre croissant de passagers. La construction de l'Okanagan libère l'Aberdeen pour le transport des marchandises.
La construction est lancée au printemps 1906 à Okanagan Landing avec James Bulger comme constructeur de navires chef. La coque en acier est faite en premier, et l'intérieur en bois est construit après. Du bois léger est choisi pour la charpente, car il réduit le poids du navire, ce qui permet de transporter davantage de marchandises. Le bois léger n'étant pas suffisamment solide, de grands poteaux, de grandes poutres en bois contreplaqué, sont utilisés pour la structure du navire et fixés dans la coque en acier. La construction débute en automne 1906 à Okanagan Landing et dirigée par James Bulger. La quille est d'abord construite, à partir du 10 juillet, suivie de l'intérieur en bois.
Bien que la construction ne soit pas complètement terminée, le navire est mis en service le 16 avril 1907 : « Un train spécial a amené les invités à Okanagan Landing pour la cérémonie d'inauguration... le beau bateau a flotté sur le lac Okanagan, tel un élégant cygne. » Mme Gore, la femme du capitaine Gore, directeur du Service des lacs et des rivières de Colombie-Britannique au début des années 1900, nomme le navire d'après le lac Okanagan, puis un bal est organisé en l'honneur du couple, accompagné d'autres festivités.

### Conception
La compagnie Canadien Pacifique opte pour l'utilisation de bateaux à roue à aubes concernant le transport sur le lac Okanagan ; ils sont choisis pour leur nature rustique et du fait qu'ils soient facilement maintenables. La flexibilité du bateau à roue à aubes est encore respectée, car elle lui permet de naviguer là où les bateaux à hélices ne le peuvent. Canadien Pacifique opère avec de nombreux bateaux à vapeur durant les années 1800 jusqu'aux années 1930, s'appuyant sur des plans éprouvés, et opte pour des vaisseaux plus rustiques et durables. Cependant, l'infrastructure et la machinerie nécessaires aux navires modernes étant indisponibles en Colombie-Britannique, les nouveaux navires sont construits avec de vieilles techniques et d'anciens principes de conception. Pour cette raison, ces bateaux à roue à aubes, bien qu'adaptés aux différentes conditions navigation sur l'Okanagan, ne présentent aucune modernité, et paraissent modestes vis-à-vis des bateaux modernes.
L'Okanagan est dessiné de la même manière que son prédécesseur, le SS Rossland. Avec une longueur de 61 m (200 pieds), une largeur de 9,1 m (30 pieds), une coque de 2,1 m (6 pieds 11 pouces) de profondeur, et un tonnage brut de 1 008 tonnes, Okanagan est un peu plus grand que le Rossland. La coque est formée à partir d'un plan de bateau naviguant en lac profond, permettant au navire d'atteindre des vitesses impossibles pour des bateaux fluviaux aux proportions similaires. Le navire possède une silhouette élégante différente de la forme en boîte des autres bateaux. Le plan est similaire à celui des autres vaisseaux de Canadien Pacifique, avec trois ponts principaux (les marchandises, la machinerie, et les quartiers de l'équipage en bas, et les salons, les balcons, les ponts d'observation, la salle à manger, et les saloons pour les passagers en haut). L'Okanagan comporte une salle à manger de cinq tables avec une capacité de trente personnes. Il possède également trente-deux cabines de luxe, et une capacité maximum de 400 personnes. 
Les machines de l'Okanagan sont typiques. Une grande chaudière fournit la vapeur nécessaire au fonctionnement de chaque moteur. La chaudière brûle du charbon, et fournit une pression de vapeur jusqu'à 140 PSI (970 kPa). Cette vapeur est transmise à l'arrière du navire (à travers une cloison) où les moteurs entraînent les roues du bateau. La vapeur supplémentaire est condensée, retourne à son état liquide d'origine, puis à la chaudière par le condensateur. 

## Service

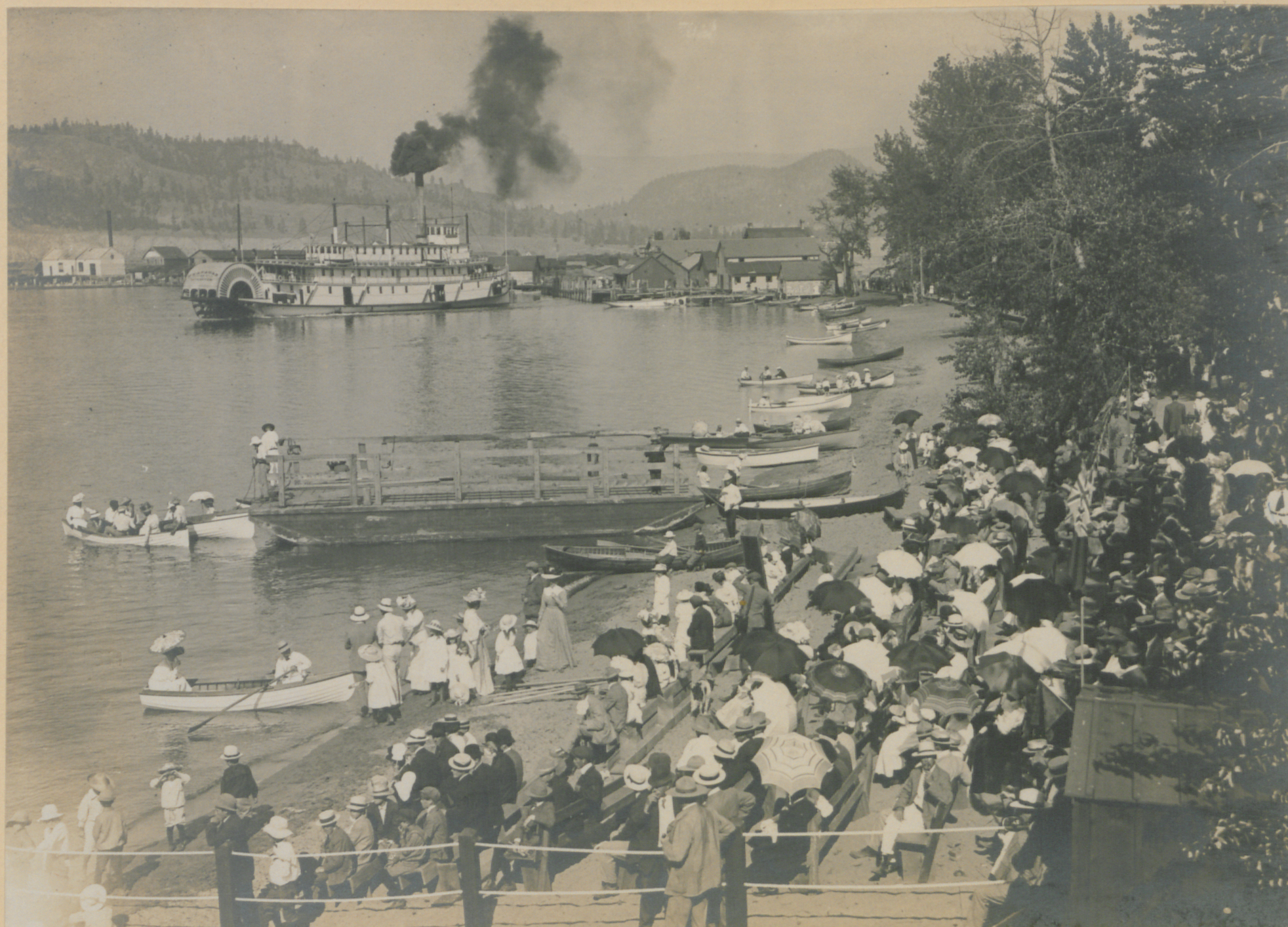
L'Okanagan à quai à Kelowna.

Le SS Okanagan dessert les communautés de l'Okanagan pendant 27 ans, de 1907 à 1934. Plus grand, plus rapide, et plus luxueux que l'Aberdeen, il améliore significativement le transport autour du lac. Il transporte quotidiennement des passagers jusqu'à Kelowna, Peachland, Summerland et Penticton, tandis que l'Aberdeen s'occupe du transport des marchandises, et des plus petites communautés trois fois par semaine. Ceci aide à la rapide croissance de la population, de l'agriculture, et de l'économie locale à cette même période. Il reste très apprécié par les communautés pendant et après son service. Le journal The Okanagan Semi-Weekly rapporte après son lancement : « Le nouveau steamer de Canadien Pacifique, l'Okanagan a fait le voyage de 65 miles en trois heures et quinze minutes, ou à une moyenne de 21 miles par heure. C'est un lévrier... » L'Okanagan et le Kuskanook sont également considérés comme les deux plus beaux steamers des lacs et des rivières de l'Ouest nord-américain.

### Meurtre
Le constable Aston de Penticton est tué sur SS Okanagan en 1912. Cette affaire débute lorsque Walter Poelke, sous le faux nom de Walter Byde James, braque un magasin localisé dans la petite communauté d'Okanagan Mission. Il y dérobe à peine 15 $, puis s'enfuit en deux jours de marche vers la ville de Penticton, croisant en route son complice, Frank Wilson. Ils sont appréhendés dans un hôtel par le chef Roche et le constable Aston, qui confisqueront leurs armes. James et Wilson, escortés par le Aston, embarquent dans SS Okanagan afin d'être transférés à Kelowna. Cependant, James parvient à trouver un fusil et à tirer sur le constable Aston avant l'arrivée du bateau à Peachland. James et Wilson s'échappe du bord. Le cadavre d'Aston découvert, 200 hommes armés partent à la recherche des deux bandits aux quatre coins de la vallée, avant que ces derniers ne soient appréhendés par deux constables spéciaux à Wilson's Landing, une communauté située au nord de Kelowna. Ils sont escortés sous haute surveillance jusqu'à la prison de Kelowna, d'où ils seront par la suite transférés dans une prison à Kamloops, et jugés pour homicide. Le procès de James se déroule le 12 mai 1912 à Vernon, où il est jugé coupable pour « meurtre atroce et sans remords ». Le vendredi 9 août 1912, Walter James Poelke, âgé de 24 ans, est pendu à Kamloops pour le meurtre du constable G. H. Aston.

## Retrait et restauration
La période des bateaux à vapeur s'achève dans les années 1930 et 1940, conséquence de l'avancée technologique et de l'émergence de nouveaux autres modes de transport. Avec la construction des autoroutes et des chemins de fer, le transport des passagers par bateau n'est plus nécessaire, et l'Okanagan passe ses dernières années de service au transport de marchandises et de barges. Il est retiré du service en 1934, et vendu en 1938 pour être démantelé puis revendu pour sa ferraille. Cependant, la Société de restauration de SS Sicamous, une association caritative « spécialisée dans la protection du patrimoine marin de l'Okanagan », parvient à trouver le salon arrière du bateau, utilisé comme cabane sur une plage, et l'apporte au Parc de patrimoine de SS Sicamous à Penticton en 2002, afin d'être restauré. Parmi d'autres bateaux du parc figurent les SS Sicamous, SS Naramata, et Canadian National Tug #6.